# Fenilpropanolamin
A fenilpropanolamin (PPA) szimpatomimetikus ágens, melyet dekongesztánsnak és étvágycsökkentőnek használnak. Gyakran használták receptre és recept nélkül kapható köhögés elleni készítményekben. Az állatorvoslásban kutyák vizeletinkontinenciája ellen használatos.

## Kémia

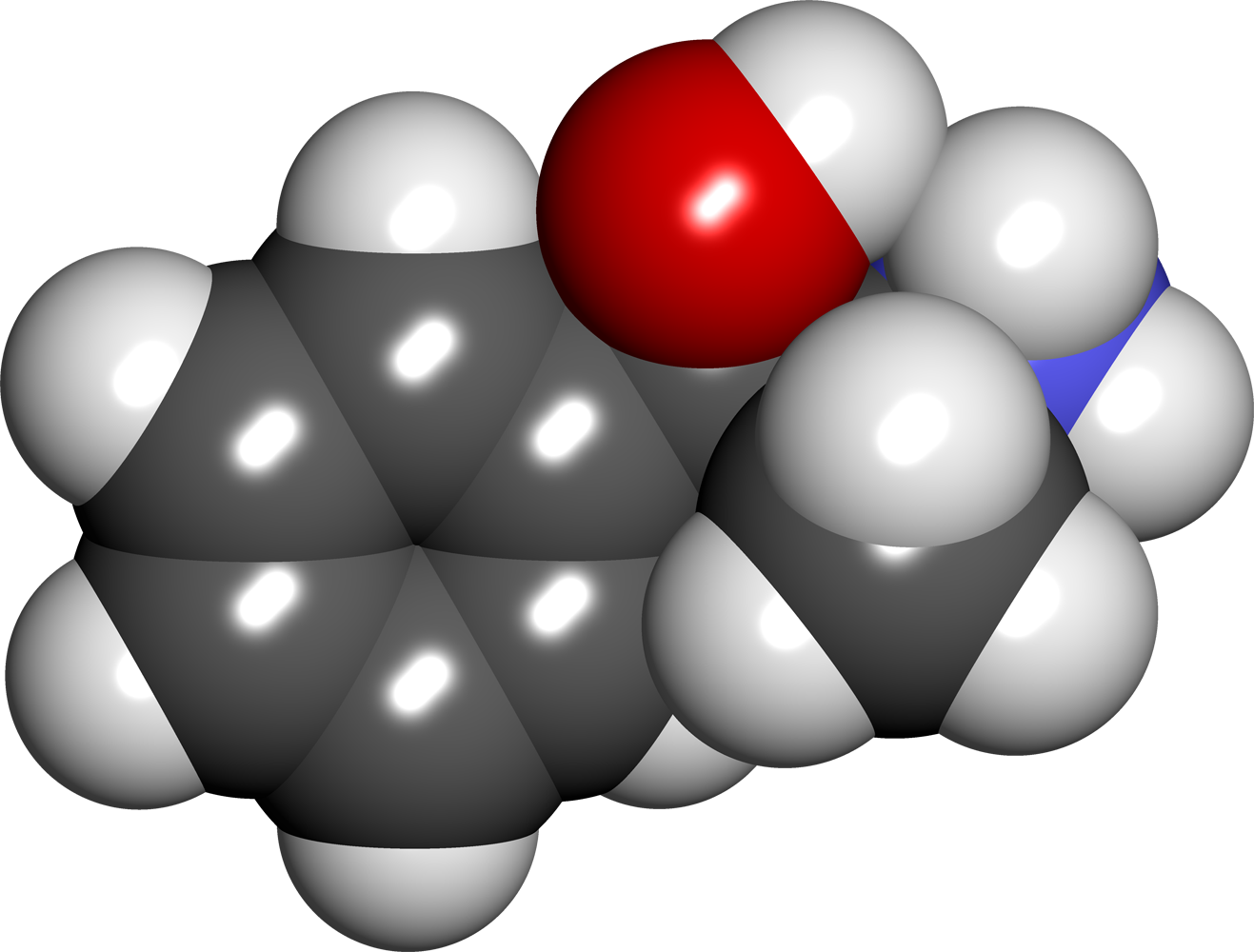
A fenilpropanolamin kalottamodellje

A PPA-t nevezik továbbá β-hidroxiamfetaminnak is, és a szubsztituált fenetilaminok és az amfetaminok közé tartozik. Közeli rokonai a katinonok (β-ketoamfetaminok). A vegyület 4 sztereoizomerként van jelen, ide tartoznak a l- és 
d-norefedrin és a l- és 
d-norpszeudoefedrin. A 
d-norpszeudoefedrint nevezik katinnak is, és a természetben a Catha edulisban található. A PPA-készítmények sztereoizomer-összetétele országonként eltér, ami az eltérő visszaélési mértéket és mellékhatásokat is okozhatja. A PPA analógjai közé tartozik az efedrin, pszeudoefedrin, amfetamin, metamfetamin és a katinon. A PPA szerkezetileg a szubsztituált fenetilaminok közé tartozik, mivel fenilcsoporttal rendelkezik, melyhez etilcsoport kapcsolódik, melyhez nitrogén is kapcsolódik. A metilcsoport az α-szénatomon van (az első szénatom a nitrogén előtt), így az amfetaminok közé is tartozik. Az efedrin a PPA N-metilváltozata.
A csoport exogén vegyületeit túl gyorsan bontja a monoamin-oxidáz, hogy aktívak lehessenek a legmagasabbak kivételével bármely dózisban. Azonban az α-metilcsoport hozzáadása akadályozza a lebontását, lehetővé téve a hatásosságot. Általában a primer aminok N-metilációja növeli hatékonyságukat, míg a β-hidroxiláció csökkenti a központi idegrendszeri aktivációt, de az adrenerg receptorok felé nagyobb szelektivitást jelent.

## Története
A fenilpropanolamint 1938-ban szabadalmaztatták. Az Amerikai Egyesült Államokban nem kapható a megnövekedett stroke-kockázat miatt. Azonban egyes európai országokban továbbra is kapható. Kanadában 2001. május 31-én kivonták a forgalomból. Ausztráliában önkéntes kivonás történt 2001 júliusára. Indiában a PPA és változatai orvosi használatát 2011. február 10-én tiltották be, azonban a bíróság szeptemberben ezt visszavonta.

## Farmakológia

### Hatásmechanizmus
Bár eredetileg az adrenerg receptorok közvetlen agonistájának gondolták, a PPA-ról kiderült, hogy e receptorok felé csak csekély affinitásuk van, és közvetett szimpatomimetikus gyógyszerként jellemzték, mely noradrenalin-felszabadítást okoz, aktiválva az adrenerg receptorokat.

### Farmakodinamika
A PPA főképp szelektív noradrenalin-felszabadító szerként hat. Ezenkívül mintegy 10-szer alacsonyabb hatásfokkal dopaminfelszabadító szerként is hat. Az α- és β-adrenerg receptorokhoz csekély az affinitása. 

#### Izomerek aktivitásprofilja
| Vegyület                         | Noradrenalin | Dopamin | Szerotonin |
| -------------------------------- | ------------ | ------- | ---------- |
| Norefedrin                       |              |         |            |
| d-norefedrin                     | 42.1         | 302     | >10000     |
| l-norefedrin (fenilpropanolamin) | 137          | 1371    | >10000     |
| Norpszeudoefedrin                |              |         |            |
| d-Norpszeudoefedrin (katin)      | 15.0         | 68.3    | >10000     |
| l-Norpszeudoefedrin              | 30.1         | 294     | >10000     |

### Farmakokinetika
A norefedrin az amfetamin metabolitja, melyet abból a DBH enzim állít elő.

## Gyógyszer-kölcsönhatások
Egyes szerek növelik a déjà vu esélyét, mely azon érzetet jelenti, hogy az épp átélt élmény korábban előfordult. Egyes gyógyszerek együttes szedése is okozhatja ezt. Taiminen és Jääskeläinen 2001-es tanulmánya egy egyébként egészséges férfiról szól, aki amantadinnal együtt szedte a fenilpropanolamint influenza tünetei ellen, és akiben ismétlődően jelen volt az érzet. E tapasztalatot oly érdekesnek találta, hogy beszámolt róla a pszichológusoknak, hogy esettanulmányként leírják. A dopaminerg hatás és a korábbi elektródkísérletek eredményei (például Bancaud, Brunet-Bourgin, Chauvel és Halgren, 1994-es eredménye) révén a két kutató feltételezi, hogy a kísérletben látottak oka a temporális lebeny meziális részének hiperdopaminerg működése.

## Jogi státusz
Svédországban a PPA kapható receptre kapható dekongesztánsokban, és Németországban is elérhető. Egyes polypillekben, például a Wick DayMed kapszulákban jelen van.
Az Egyesült Királyságban a PPA számos „minden egyben” köhögés és megfázás elleni készítményekben volt kapható, gyakran paracetamollal vagy más fájdalomcsillapítóval és koffeinnel együtt, és önállóan is, azonban már nem elfogadott használata embereken. 1-es kategóriájú engedély kell a PPA tanulmányozásra való használatához.
Az Amerikai Egyesólt Államokban a Food and Drug Administration (FDA) 2000 novemberében közegészségügyi közleményt adott ki a szer használata ellen. Ebben az FDA javaslatot fogalmazott meg a gyógyszercégeknek arra, hogy szüntessék meg a PPA-tartalmú készítmények árusítását, azonban nem kötelezte erre. Becslései szerint a PPA évente 200-500 stroke-esetet okozott 18–49 éves használók körében. 2005-ben az FDA megszüntette a PPA vény nélkül kaphatóságát és a „generally recognized as safe and effective” (GRASE) státuszát. A 2020-as CARES Act alapján az FDA engedélye kell árusítása előtt.
Az amfetamingyártásban való lehetséges használata miatt a fenilpropanolamint a Combat Methamphetamine Epidemic Act of 2005 korlátozza. Azonban továbbra is állatorvosi használatban van kutyák vizeletinkontinencia-kezeléséhez.
A 2000-es narkotikumokról szóló egyezmény egy ülésének egy pontja a sztereoizomer norefedrin Narkotikumok és pszichotróp anyagok tiltott forgalmazása elleni szerződés I. táblázatába sorolásáról szólt. A PPA-t tartalmazó gyógyszereket 2011. január 27-én tiltották be, azonban a Madrasi Legfelső Bíróság 2011. szeptember 13-án visszavonta a PPA és a nimezulid gyártásának és kereskedelmének tilalmát.